# Beny-sur-Mer Canadian War Cemetery
Beny-sur-Mer Canadian War Cemetery is een Commonwealth begraafplaats, gelegen in de Franse gemeente Reviers (departement Calvados). De begraafplaats werd ontworpen door architect Philip Hepworth en heeft een vierkant grondplan met een oppervlakte van ongeveer 2,5 ha. Ze ligt 1.700 m ten oosten van het centrum van Reviers (Église Saint-Vigor) langs de weg naar Douvres-la-Délivrande. Aan de straatzijde staat de naamsteen met aan elke kant een toegang met zuiltjes. Na een 60 m lang toegangsperk bevindt zich de Stone of Remembrance met links en rechts een schuilhuisje waarin zich in één ervan het register bevindt. Aan het rechter schuilhuisje is een trap waarlangs men een terras kan betreden van waar men een mooi overzicht op de begraafplaats heeft. Daarachter ligt een rechthoekig grasperk omgeven door een haag en met een open doorgang geflankeerd door twee zuilen. Er staan vier rustbanken in. Het Cross of Sacrifice staat centraal op de begraafplaats. Achteraan staat een diensthuisje. De graven zijn verdeeld over 16 regelmatige perken met 8 rijen graven. De begraafplaats wordt onderhouden door de Commonwealth War Graves Commission.
Op de begraafplaats liggen 2.052 doden waaronder 19 niet geïdentificeerde.

## Geschiedenis
Het geallieerde eindoffensief in West-Europa begon met de landing van Britse, Canadese en Amerikaanse troepen op de Normandische stranden op 6 juni 1944.
De grote meerderheid van de graven op deze begraafplaats zijn van manschappen van de 3th Canadian Division die op D-day of tijdens de eerste dagen van de opmars naar Caen sneuvelden.
Onder de 2.033 geïdentificeerd graven liggen nu 2.025 Canadezen, 7 Britten en 1 Fransman begraven. Een Canadees wordt herdacht met een Special Memorial omdat zijn graf niet meer gelokaliseerd kon worden.

## Graven

### Onderscheiden militairen
- Harry Knight Eaton, kapitein bij het Royal Canadian Army Service Corps, werd onderscheiden met de Orde van het Britse Rijk (MBE).
- Ernest Reginald Baker, Wing Commander bij de Royal Air Force ontving het Distinguished Service Order (DSO) en tweemaal het Distinguished Flying Cross (DFC and Bar). Hij werd met zijn Hawker Typhoon op 16 juni 1944 boven Saint-Manvieu-Norrey neergeschoten.
- Harry Elmore Fenwick en Paul Gilbert Johnson, beiden officier bij de Royal Canadian Air Force werden onderscheiden met het Distinguished Flying Cross (DFC).
- Errol Stewart Gray, majoor bij de North Nova Scotia Highlanders, R.C.I.C. werd onderscheiden met het Military Cross (MC).
- sergeant William Vergette, de korporaals Marcel Longpre en Douglas Bertram MacDonald en soldaat Harry Wellington Blakely werden onderscheiden met de Military Medal (MM).

### Andere
- George Westlake, Albert Norman Westlake en Thomas Lee Westlake zijn drie broers die in de eerste week na de landing sneuvelden en hier begraven liggen.
- Horace R.T. Haney, schutter bij het Regina Rifle Regiment, R.C.I.C. was slechts 17 jaar toen hij sneuvelde op 9 juli 1944.
- R. Guenard was een Franse verzetstijder die aan de zijde van de Canadese troepen vocht.